# Slutarpsdösen

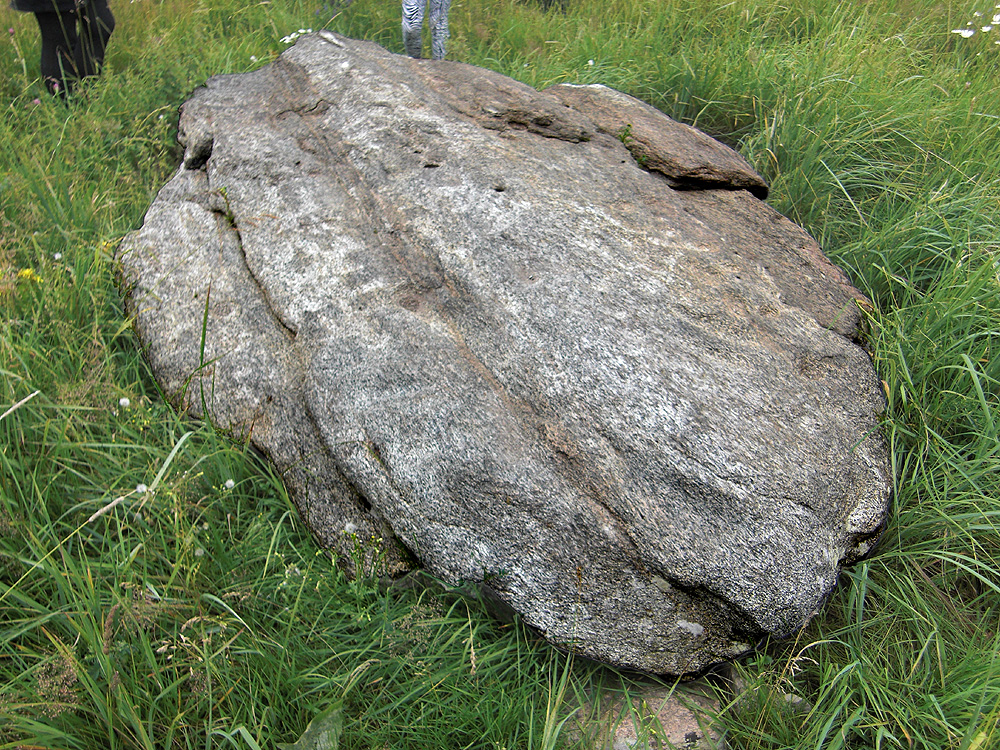
Slutarpsdösens hårt vittrade takblock har ursprungligen haft över 100 skålgropar. Foto från 2009.

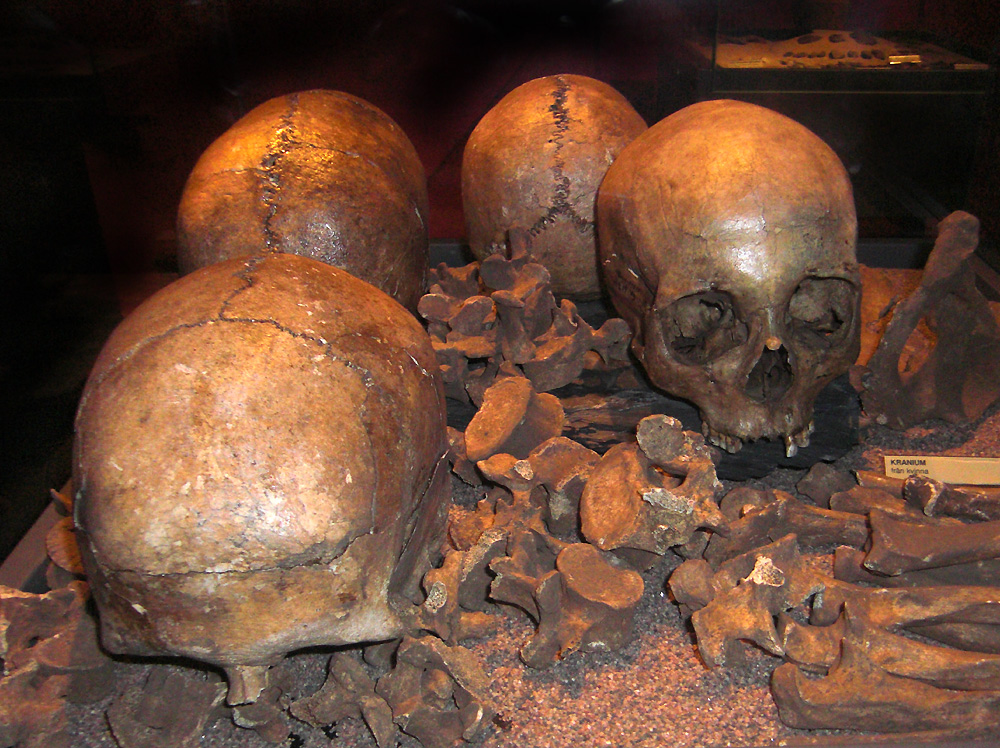
Fyra kranier från Slutarpsdösen visas sedan 1994 på Falbygdens museum.

Slutarpsdösen är en rektangulär eller kistformad dös från bondestenåldern belägen strax nordväst om Slutarps samhälle i Kinneveds socken i Falköpings kommun i före detta Skaraborgs län i nuvarande Västra Götalands län och enligt äldre indelning i Frökinds härad i Västergötland. Slutarpsdösen ligger i den sydligaste delen av Falbygden vid östra kanten av det stora mossmarkskomplexet Mönarpa mossar.

## Upptäckt och utgrävd 1910
Slutarpsdösen upptäcktes i februari 1910 i samband med att man bröt sten till ett kvarnbygge. I september samma år grävdes graven ut av Sune Lindqvist. Lindqvist ansåg att graven i fråga var en dös varför den kom att kallas Slutarpsdösen. Dösen var en sensation eftersom man då inte kände till några andra dösar i inlandet.

## Beskrivning
Slutarpsdösens gravkammare är närmast rektangulär, 2 meter lång, knappt 1 meter bred och täcks av ett enda takblock. Denna döstyp är vanlig i Danmark men förekommer även i Bohuslän, Halland och Skåne, där den är den äldsta döstypen.
Gravkammaren innehöll skelett från 30-34 individer. Gravgåvorna var få, endast tre bärnstenspärlor. Den största av pärlorna var klubbformig av en typ som är typisk för den yngre fasen av trattbägarkulturen och således vanlig i gånggrifterna på Falbygden. 
Takblocket är cirka 3,5 meter långt, 2 meter brett och 0,5 meter tjockt. Takblockets ovansida är översållat med enkla hällristningar, vilka består av tre par fotsulor, cirka tio avlånga fördjupningar och över 100 skålgropar. 25 av skålgroparna är förbundna med rännor. Troligen hör samtliga ristningar till någon sekundär användning av dösen, till exempel från bronsåldern. 
Gravkammaren omges av en hög, som är cirka 15 meter i diameter och 1 meter hög. I högen hittades även en mindre skålgropssten. Även högen kan mestadels betraktas som sekundär, i jämförelse med andra dösar av denna typ samt det faktum att hela dösen var täckt av en hög när den påträffades. Denna hög måste vara yngre än hällristningarna vilket åter igen pekar på ett relativt sent datum.

## Omtolkningar
På 1960-talet omtolkade forskarna Slutarpsdösen som en hällkista från slutet av bondestenåldern (senneolitikum) på grund av gravkammarens kistform. En ny omtolkning gjordes 1989 av Lars Bägerfeldt som utgick från objektiva typologiska iakttagelser, där slutsatsen entydigt visade att den måste klassificeras som en dös. Detta förstärktes våren 2000 när man gjorde fem C14-dateringar, som alla hamnade i intervallet 3350 - 3100 f.Kr., vilket tydligt visade att det är fråga om en dös och inte en hällkista. Även bärnstenspärlorna visar på samma datering. Forskare, som Karl-Göran Sjögren, drog då slutsatsen att dösen inte är lika gammal som dösar av samma typ i Danmark, utan snarare jämngammal med Falbygdens gånggrifter. De forskare, som däremot låter de typologiska grunderna väga tyngre, exempelvis Lars Bägerfeldt, menar istället att detta tyder på att skelettmaterialet och bärnstenspärlorna kommer från en sekundär användning av graven.

## Vittrande takblock
Takblocket består av glimmerskiffer och detta gör att skålgroparna på takblocket håller på att vittra bort. Mellan åren 1997 och 2001 hölls takblocket övertäckt för att få död på de lavar, som växte på takblocket, och därigenom hindra vittringen. Somrarna 2001 och 2002 gjordes en dokumentation genom digital stereofotografering av takblocket. Vittringshastigheten visade sig då vara större än man förväntat sig. Takblocket hålls därför övertäckt om vintrarna för att undvika frostskador.
Slutarpsdösens exakta position är 58° 05' 24" N och 13° 30' 44" Ö eller enligt RT 90 X 6442989 och Y 1364774.